# فرقة ناجي عطا الله (مسلسل)
فرقة ناجي عطا الله هو مسلسل إثارة مصري عُرض سنة 2012، من إخراج رامي إمام، وتأليف يوسف معاطي، ومن بطولة عادل إمام. تدور الأحداث حول دبلوماسي سابق يعمل في السفارة المصرية في تل أبيب، وبعد أن تقوم الحكومة الإسرائيلية بتجميد أرصدته في أكبر بنوكها، يقرر العودة إلى مصر وتجنيد مجموعة من الشباب ليقوموا بسرقة ذلك البنك.

## قصة المسلسل
تدور أحداثه حول قيام مجموعة من الشباب المدربين (عدة مجالات) يقودهم الفنان عادل إمام لسرقة أكبر فروع بنك ليئومي (بإسرائيل) كان البنك قد حجز على أمواله التي جمعها خلال عمله كملحق إداري للسفارة المصرية بتل أبيب، وخلال عبورهم بالأموال التي تم السطو عليها تحدث العديد من المفارقات، وعند مرورهم بعدد من الدول وهي لبنان ثم سوريا ثم العراق حيث بقوا خمسة أيام في منزل الأستاذ سعد في حي الأعظمية ببغداد ثم غادروا بأسماء وجوازات مزورة من سوق مريدي وهو مكان يحتوي على أفضل المزورين بالعراق والعالم ثم سافروا إلى أربيل شمال العراق وكانت نيتهم السفر من هنالك إلى مصر عن طريق تركيا ترانزيت الا أنه تم إختطاف الطائرة من قبل صوماليين وتوجههم إلى الصومال حيث يتبرع عادل إمام بالأموال المأخوذه من البنك الصهيوني إلى فقراء الصومال، والمسلسل من إنتاج مشترك بين تلفزيون قطر وشبكة إم بي سي والمنتج صفوت غطاس.

## من الفيلم إلى المسلسل
وقد كانت الفكرة أن يتم إنتاجه كفيلم وتتولى إنتاجه قناة اللورد التلفازية إلا أنها انسحبت من الموضوع خوفا من أن تتعرض لخسارة مالية كبيرة بعد سقوط فيلم «بوبوس» للفنان عادل إمام.
وبالإضافة إلى انتهاء العلاقة ما بين عادل إمام وشركة جود نيوز للإعلامي عماد أديب وبالتالي فإن الفيلم لم يجد شركة تنتجه فتقرر تحويله لمسلسل تلفازي يقوم على إنتاجه التلفاز المصري في عهد نظام الرئيس الأسبق حسني مبارك، ورصدت له ميزانية ضخمة وصلت إلى سبعين مليون جنيه بالشراكة مع (M.B.C) وقناة الظفرة.

### أثر الثورة على الفيلم
إلا أن تغيير النظام وسقوط الرئيس مبارك انعكس على المسلسل حيث اشترط التلفاز المصري قراءة النص ومراقبة الحلقات وهذا بالتأكيد انعكس على حلقات المسلسل وقد حاولت الجهات المنتجة وضع الفنان عادل إمام في موقف حرج عن طريق الإعلان عن عرض المسلسل في شهر رمضان إلا أنه بالنهاية اتخذ قراره رغم المحاولات الفاشلة لإعادته عن قراره.

## التأجيل لرمضان 2012
تم تأجيل عرض المسلسل إلى رمضان 2012 بعد أن داهم الوقت فريق العمل الذي ما فتئ يعمل ليل نهار على تصوير حلقات المسلسل الذي يشارك فيه الفنان المصري عادل إمام في الدراما التلفزيونية بعد غياب دام لأكثر من 30 عاما مما يضفي على العمل أهمية فنية بالغة. وحسب الخطة التي وضعها مخرج المسلسل يبدو أن جلسات التصوير لن تنتهي قبل 25 رمضان مما يجعل من عرض الفيلم خلال شهر رمضان المقبل غاية في الصعوبة وأن الإسراع في عمل جلسات التصوير سيظهر العمل على أنه يبث على الهواء مما قد يتضمن العديد من الأخطاء والتي هو في غنى عنها.

## فريق العمل

### فريق العمل
- المنتج: أحمد رضوان
- تأليف: يوسف معاطي
- إخراج: رامي إمام

### الممثلون
الأبطال الرئيسيون
| - عادل إمام بدور ناجي عطا الله - أنوشكا: كاميليا - أحمد السعدني: حسام المصري | - محمد إمام: إبراهيم - محمود البزاوي: الشيخ حسن - نضال الشافعي عبد الجليل | - عمرو رمزي: زاهر - أحمد التهامي: تهامي - سناء يوسف: بدور هاني الدن (نضال) |

الأبطال الثانويون
| - أحمد عبد الوارث - فاروق الجمعات - ماهر سليم - أحمد دياب - سيد صادق | - محمد أبو الوفا - حسين المملوك - رشا جابر - حسن هاني إسماعيل - رضا الجمال: رئيس المخابرات المصرية | - سهير الباروني: والدة عبد الجليل - عصمت محمود: والدة مجند قتيل - ألفت سكر: والدة زاهر - ياسر علي ماهر: السفارة المصرية في تل أبيب - سيف عبد الرحمن: السفارة المصرية في تل أبيب | - ماهر عصام: توبة العامل المصري - شريف عامر: المذيع ضيف شرف - خيري حسن: مذيع ضيف شرف |

| من إسرائيل - أحمد حلاوة - د/ هناء عبد الفتاح - تميم عبده - بطرس غالي - عبد القادر المنلا - نبيل عسلاف - فريدة الجريدي - جويل الفرن - عدنان أبو الشامات - فادي إبراهيم - جمال قبش | من فلسطين - أسمهان توفيق: الحاجة فاطمة - إسكندر عزيز: أبو زياد - مازن لطفي: أبو شعلان - أنور رافع: إبن أبو زياد - راندي الحلبي: إبن أبو زياد - فراس الفقير: إبن أبو زياد | من لبنان - غسان عطية: أبو حسين - جوزيف عبود | من سوريا - عبد الحكيم قطيفان - محمد خير الجراح - سعد حمدان - علي شاهين - باسل خليل - أسامة جنيد - عاطف جوهان - فراس صالح - سليم كلاس - جهاد سعد | من العراق - بهجت الجبوري - باسم القهار - سلام زهري - مهدي الحسين - هدى هادي - نجلاء بدر - باسم منسيه | من الصومال - علي عبد الرحيم: أوشادا زعيم القراصنة - مروة الأزلي: أجوجا بنت أوشادا وزوجة إبراهيم |

## الخروج من رمضان 2011
وقد خرج مسلسل «فرقة ناجي عطا الله»، الذي يعود به عادل إمام للدراما التلفازية بعد غياب 28 عاماً من سباق الدراما الرمضانية هذا العام، وتقرر تأجيله لغاية شهر رمضان 2012 بسبب عدم تمكن أسرة المسلسل من الحصول على التصاريح الأمنية اللازمة للتصوير في عدد من الأماكن في أرض سيناء، وتعذر التصوير في أراضي سوريا نتيجة احداث الحرب فيها.

## مواعيد بث
يعرض المسلسلات يومياً خلال رمضان 2012 في المواعيد والقنوات التالية: 
- في 00:00 بتوقيت القاهرة على النيل للدراما ويعاد 8:00 صباحا و 5:00 عصرا بتوقيت القاهرة.
- في 19:55 بتوقيت القاهرة على قناة الوطن ويعاد 3:00 بعد الفجر و 1:00 ظهرآ بتوقيت القاهرة.
- في 19:00 بتوقيت القاهرة على قناة الوطن بلس.
- في 23:00 بتوقيت القاهرة على قناة الظهرة ويعاد الساعة 5:00 صباحا بتوقيت القاهرة.
- في 00:00 بتوقيت القاهرة على قناة الحياة ويعاد الساعة 10:00 صباحا و 3:00 عصرآ بتوقيت القاهرة.
- في 00:00 بتوقيت القاهرة على شبكة النهار ويعاد الساعة 6:00 صباحا و 11:00 صباحا و 7:00 بعد الإفطار بتوقيت القاهرة.
- في 02:00 بتوقيت القاهرة على شبكة النهار+2 ويعاد الساعة 8:00 صباحا و 1:00 ظهرا و 9:00 مساء بتوقيت القاهرة.
- في 23:00 بتوقيت القاهرة على القناة الأولى المصرية ويعاد الساعة 2:00 ظهرا بتوقيت القاهرة.
- في 12:30 بتوقيت القاهرة على الفضائية المصرية.
- في 21:55 بتوقيت القاهرة على قناة Medi1TV.
- في 10:15 بتوقيت القاهرة على قناة إم بي سي 1.

## وصلات خارجية
- الموقع الرسمي إم بي سي.نت
- يويتوب لقاء مع عادل امام حول الفيلم على يوتيوب
- يوتيوب ملف حول على يوتيوب
- فرقة ناجي عطا الله لعادل إمام بين الشائعات والدعوات للمقاطعة - مدونة حديث العرب 2/7/2011
- صور عن موقع gn4me.com للمسلسل
- (العرب اليوم) تؤكد: مسلسل (فرقة ناجي عطا الله) لن يعرض بناء على قرار عادل امام